# Псові

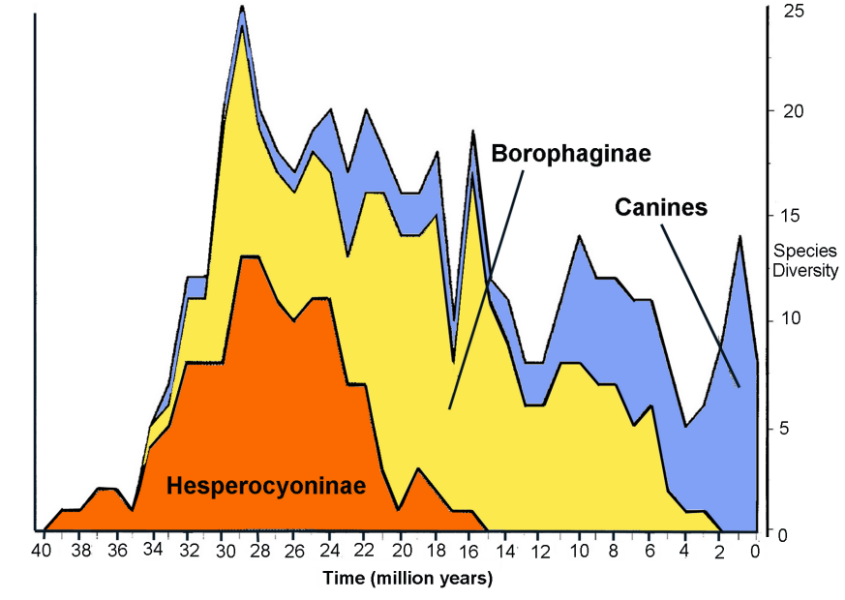
Зміни кількості видів в різних підродинах родини Canidae упродовж 40 млн років

Псо́ві або пся́чі (Canidae) — родина ссавців ряду хижих підряду псовидих, багато видів якої одомашнили. Тварини поширені на всіх континентах, окрім Антарктиди. Представлена в Австралії динго, Canis familiaris dingo, підвидом, введеним людиною в доісторичні часи. Викопні рештки Canidae датуються олігоценом і міоценом. У першу чергу плотоїдні, але більш всеїдні, ніж багато хижаків, приймаючи як харчі безхребетних, рослинну їжу і падло. Родина містить ≈ 38 сучасних видів.
У фауні України псові (Canidae) представлені 5 видами — із триби псів (Canini): вовк (Canis lupus) і шакал (Canis aureus), а із триби лисиць (Vulpini): лисиця звичайна (Vulpes vulpes), лисиця корсак (Vulpes corsac) та інтродуцент єнот уссурійський (Nyctereutes procyonoides).

## Морфологія
Родина об'єднує типових хижих, як правило, середніх за розміром. Довжина тіла від 50 см (дрібні лисиці) до 160 см (вовк). Тулуб подовжений. Голова витягнута, вуха стоячі. На передніх лапах по 5 пальців, на задніх — по 4; тільки у вовка строкатого на передніх лапах їх 4; у домашніх собак на задніх лапах іноді буває по 5 пальців. Кігті тупі. Хутро густе, зазвичай пухнасте. Хвіст довгий, пухнастий. Забарвлення шерсті різноманітне: однотонне, крапчасте, плямисте, іноді дуже яскраве.

## Зубна система
У зв'язку з м'ясоїдним характером живлення, зубна система у псових різко вираженого різального типу: сильно розвинені хижі зуби й ікла. У більшості видів налічується 42 зуби; у куонів («червоних вовків») відсутні останні нижні кутні зуби і загальне число зубів — 40, а у кущового пса немає і задніх верхніх кутніх, так що у нього разом 38 зубів. А у лисиці великовухої в обох щелепах є по 4 кутніх зуба, і загальне число зубів досягає 48.

## Біологія
Представники родини псових поширені на всіх материках, за винятком Антарктиди і деяких океанічних островів. Мешкають в різноманітних ландшафтах; живуть і виводять потомство в норах або лігвах.
Ведуть поодинокий, сімейний або груповий спосіб життя; останній характерний для хижаків, що активно переслідують великих копитних тварин. Більшість видів м'ясоїдні, але нерідко харчуються падлом, комахами, рослинною їжею. Діяльні цілий рік, за винятком єнота уссурійського, який на зиму впадає у сплячку.
В більшості випадків моногамні, розмножуються 1 раз на рік, приносячи найчастіше 3–4 сліпих дитинчат, деякі до 13–16.

## Головні роди
Родина псових поділяється на підродину псових (Caninae), дві вимерлі підродини †Hesperocyoninae і †Borophaginae, а також рід †Prohesperocyon із невстановленої підродини.

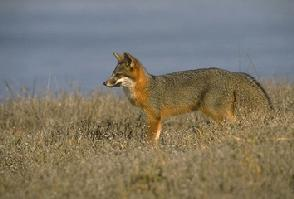
Urocyon littoralis

У складі родини розрізняють 13 сучасних родів і 38 сучасних видів, які поділяють на дві триби: лисиць (Vulpini) та псів (Canini) а також рід Urocyon, що є базальним до решти. У поданому нижче переліку цифрами вказано кількість сучасних (не вимерлих) видів. У галереї вміщено по одному зображенню кожного роду.
- Уроцион (Urocyon) (2 види, вкл.: Urocyon littoralis) — не належить ні до триби лисиць, ні до триби псів.

### Група лисиць (трибаЛисиці)
- Лисиця (Vulpes) (12 видів, у тому числі: Vulpes vulpes і Vulpes lagopus)
- Єнот — Nyctereutes (2 види, Nyctereutes procyonoides)
- Вухата лисиця (Otocyon) (1 вид: Otocyon megalotis)

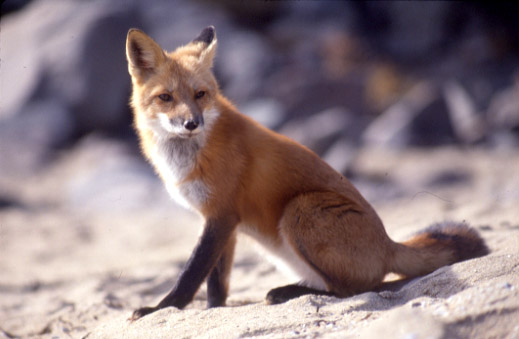
Vulpes vulpes
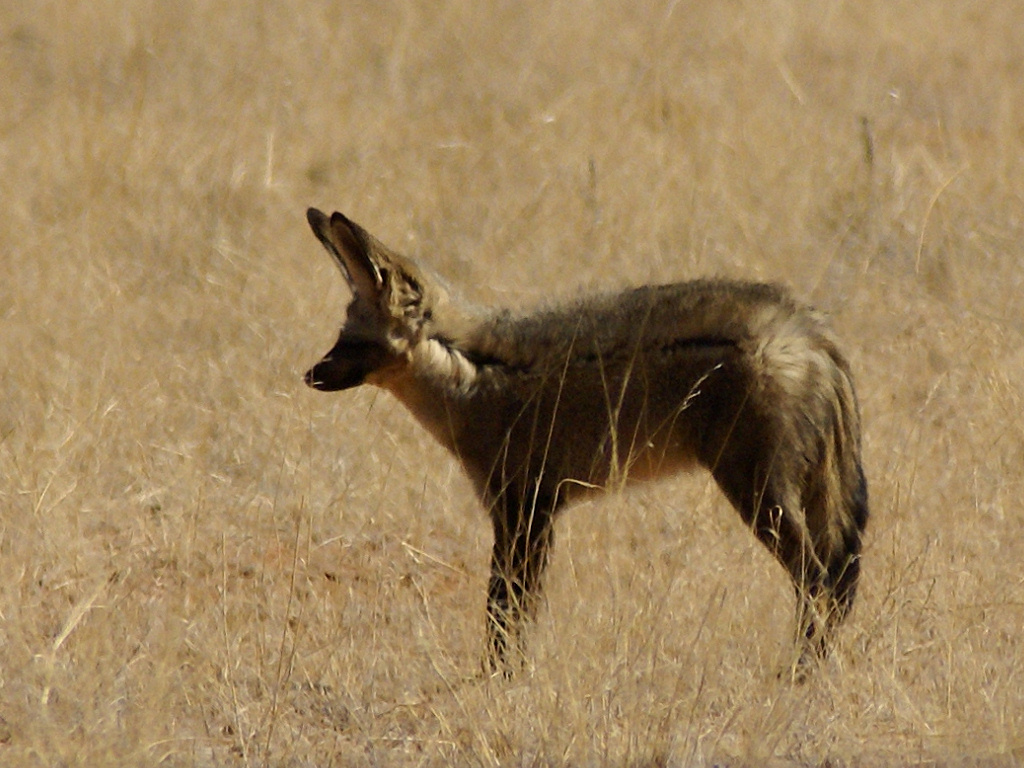
Otocyon megalotis
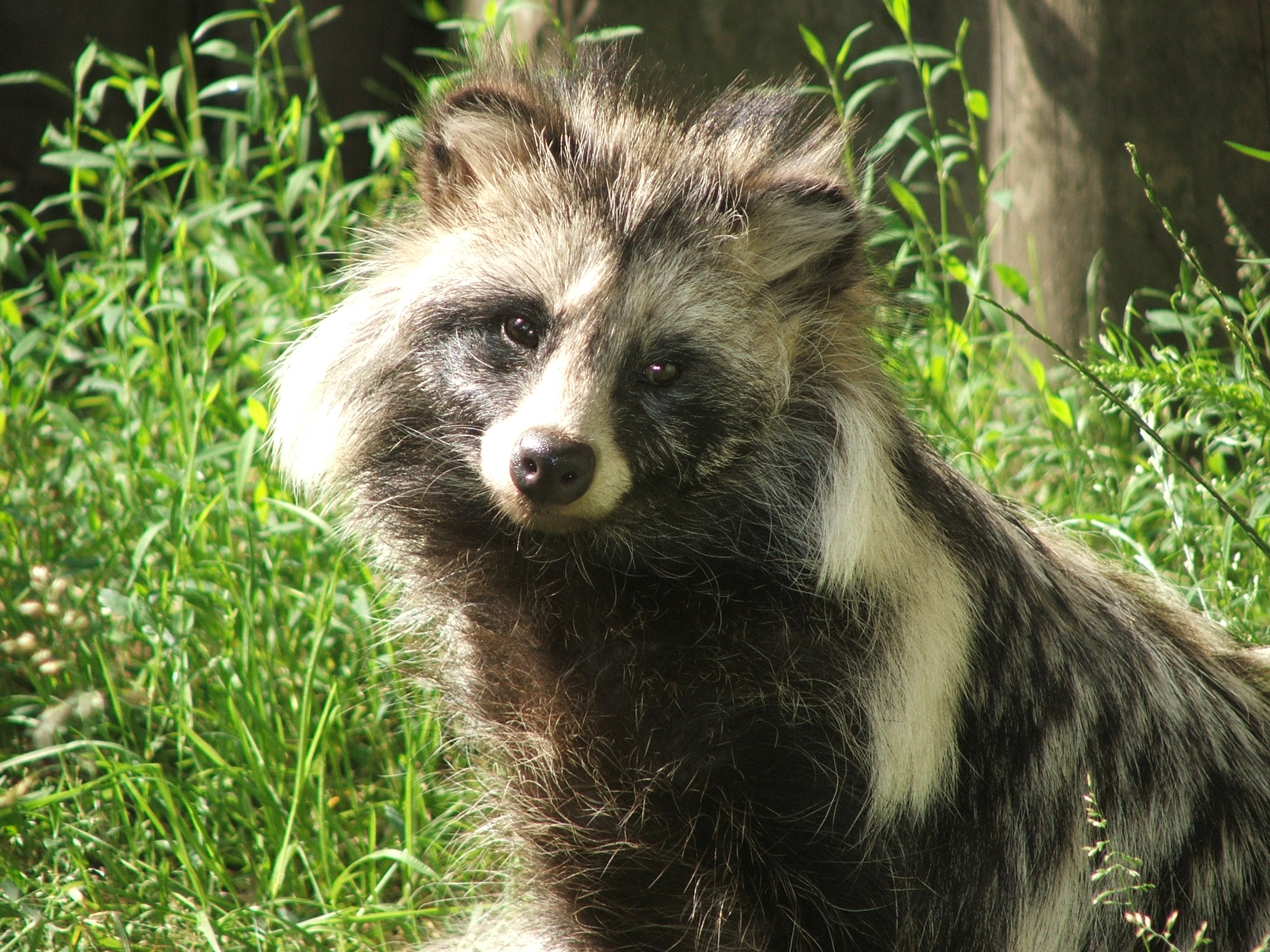
Nyctereutes procyonoides

### Група псів (трибаCanini)

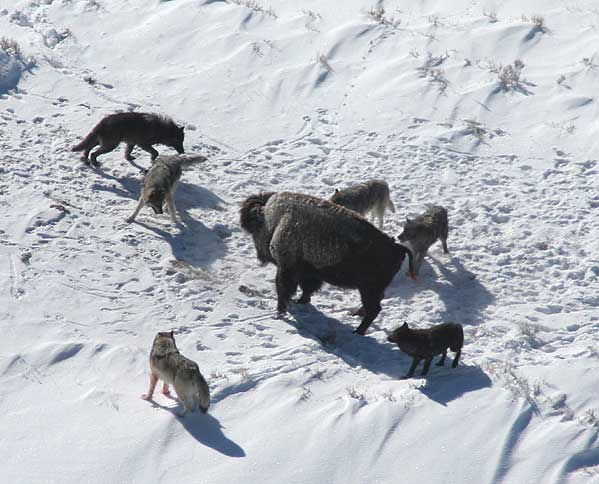
Зграя вовків нападає на бізона американського у Єллоустоунському національному парку

- Пес — Canis (7 видів, у тому числі Canis lupus)
- Atelocynus (1 вид, Atelocynus microtis — «Коротковухий пес»)
- Cerdocyon (1 вид, Cerdocyon thous — «Лисиця крабоїд»)
- Chrysocyon (1 вид, Chrysocyon brachyurus — «Вовк гривистий»)
- †Dusicyon (3 вимерлі види, у тому числі Dusicyon australis — «Фолклендський вовк»)
- Куон — Cuon (1 вид, Cuon alpinus — Куон гірський)
- Lycaon (1 вид, Lycaon pictus — «Вовк строкатий»)
- Lupulella (2 види: шакал смугастий і чепрачний)
- Зорро (Lycalopex, syn. Pseudalopex) (6 видів, вкл.: Lycalopex fulvipes)
- Speothos (1 вид, Speothos venaticus — «Пес кущовий»)

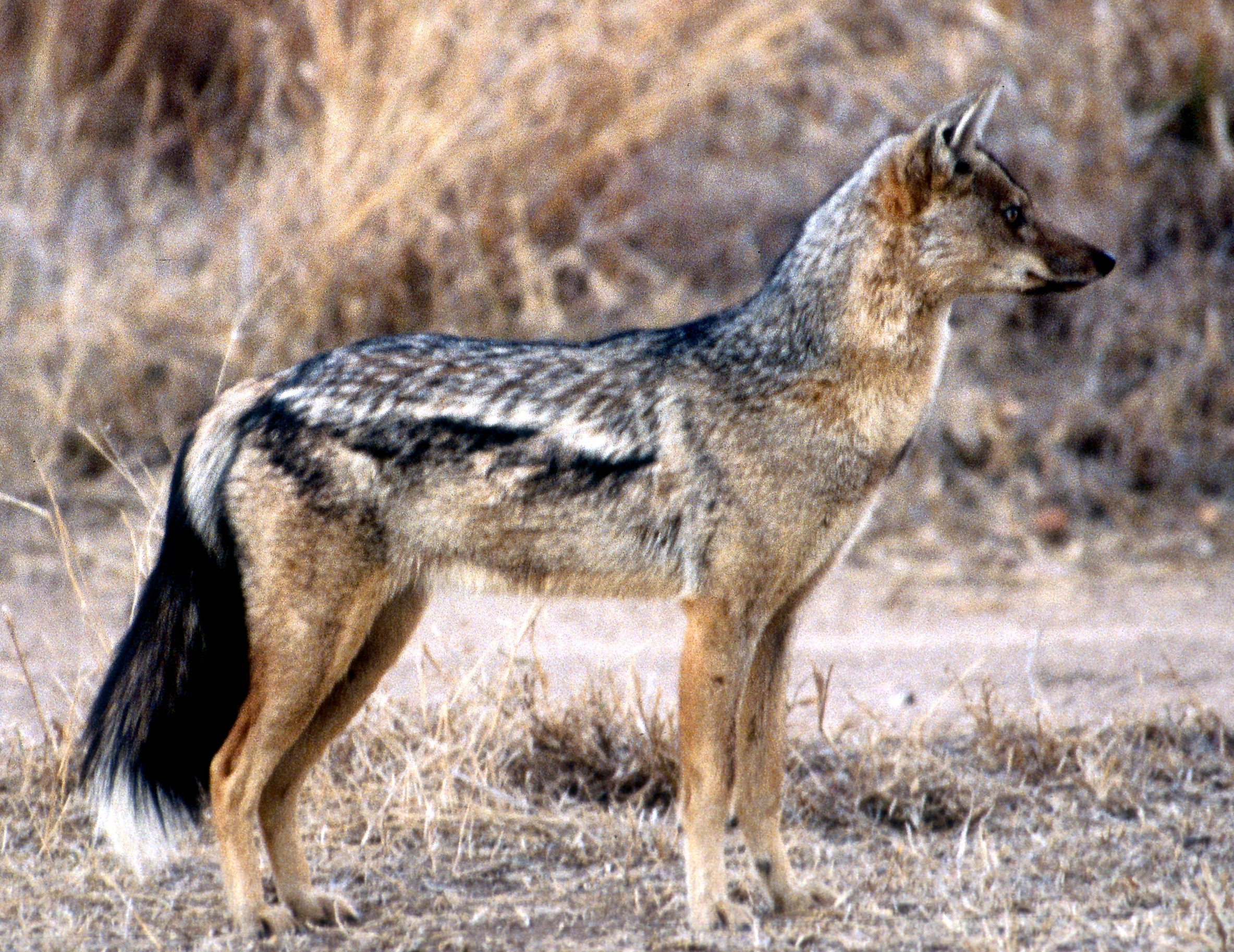
Canis adustus
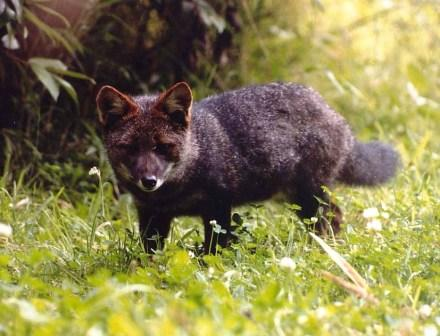
Lycalopex fulvipes
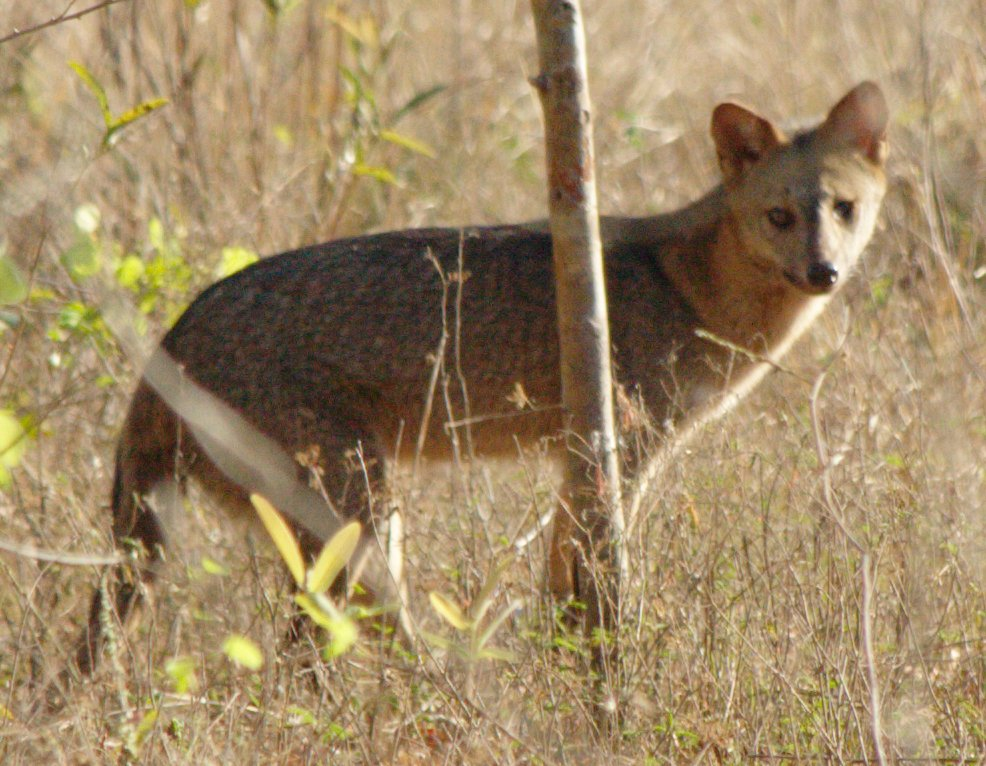
Cerdocyon thous
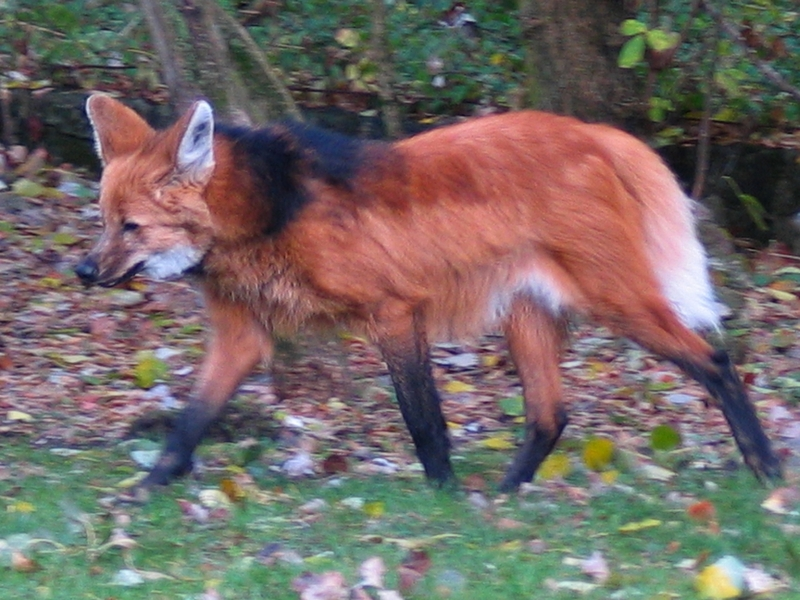
Chrysocyon brachyurus
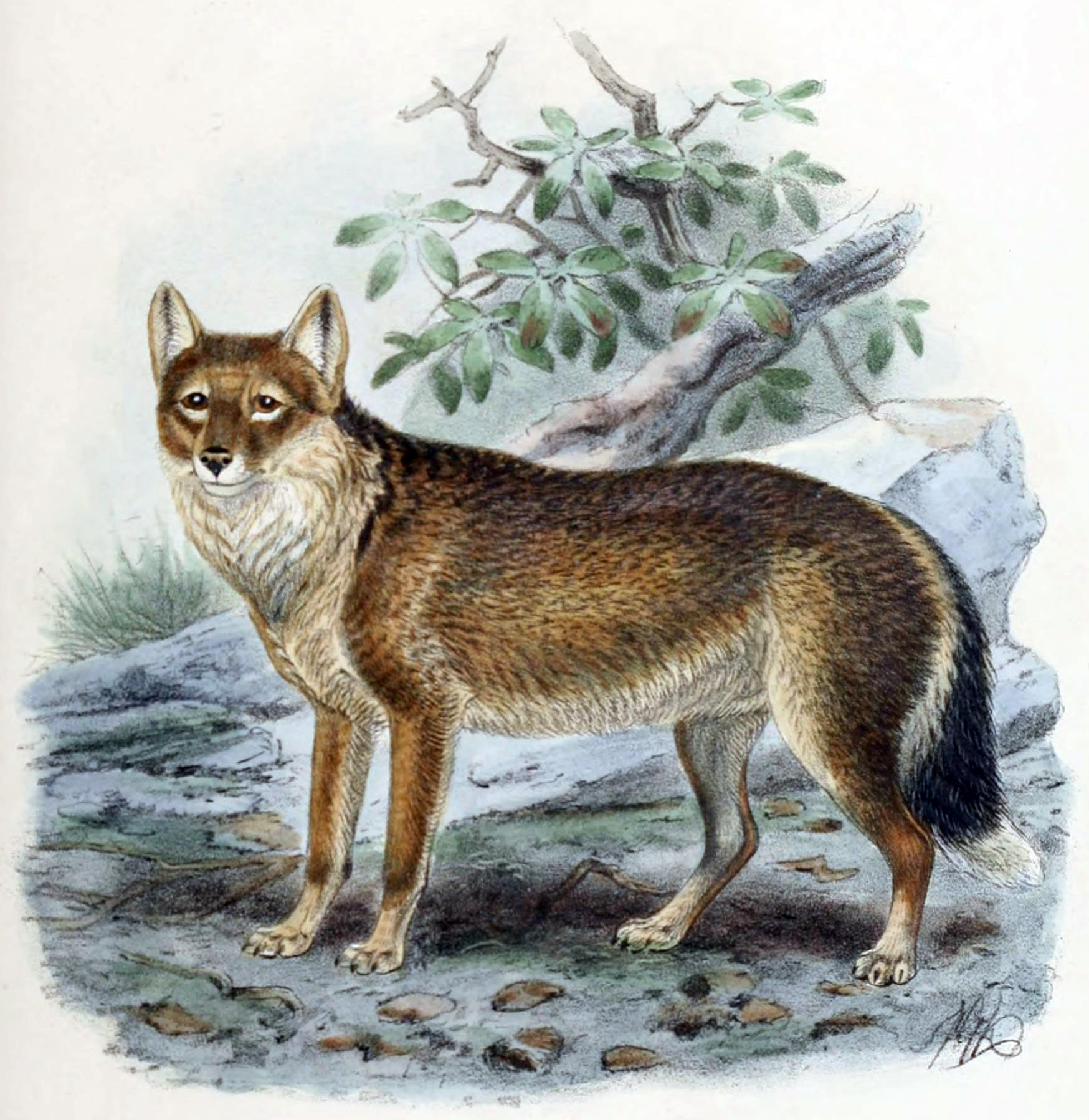
Dusicyon australis
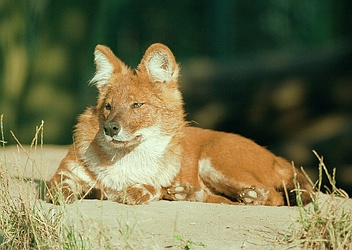
Cuon alpinus
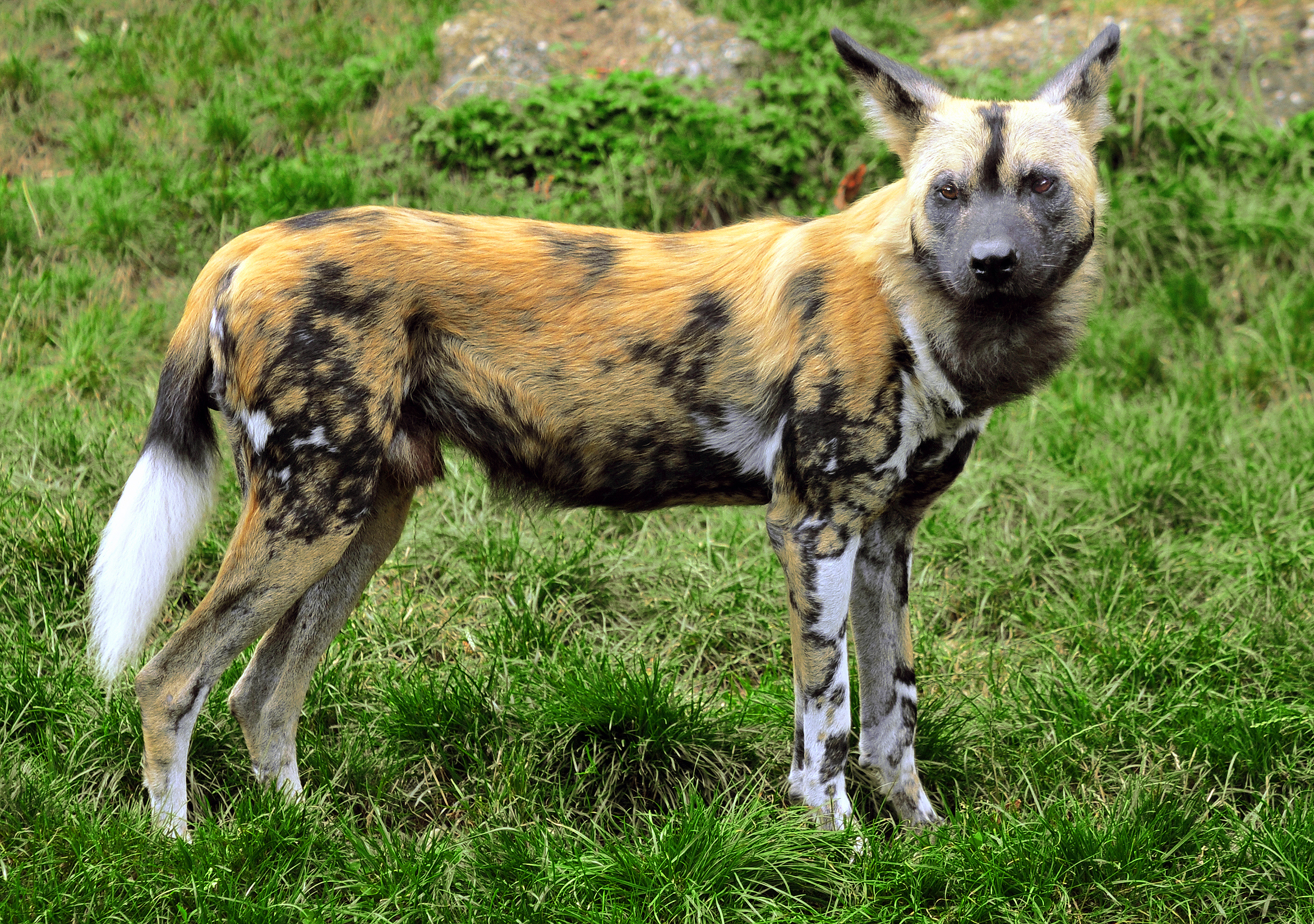
Lycaon pictus
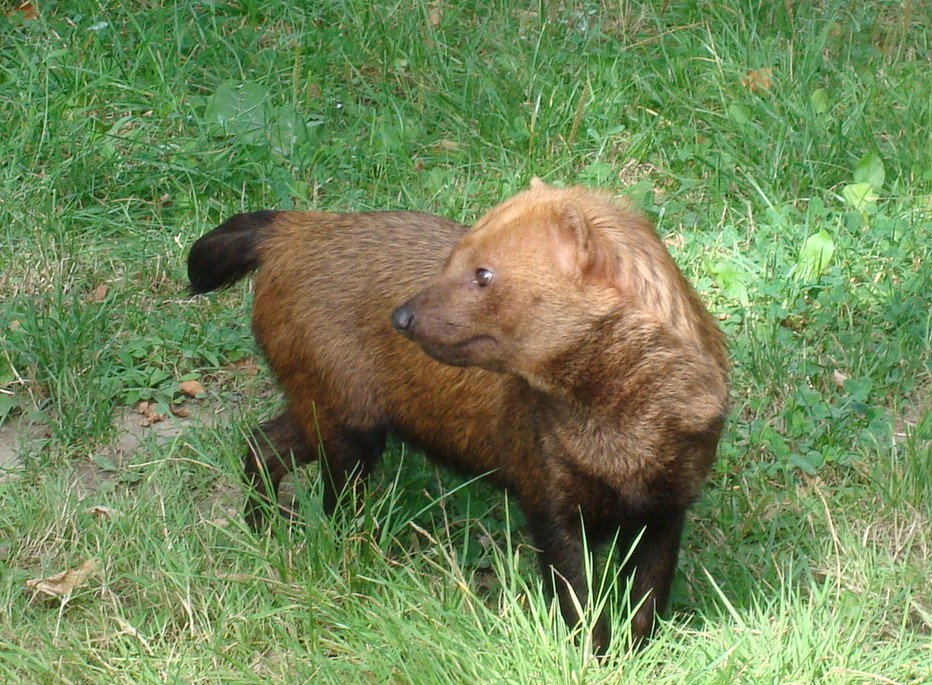
Speothos venaticus

## Доісторичні псові
Як правило, очікується, що зміни клімату грають переважну роль в еволюції біорізноманіття. Замість цього, конкуренція між різними видами хижаків виявилася більш важливою для псових Північної Америки. Родина псових виникла в Північній Америці близько 40 мільйонів років тому і досягла максимального різноманітності близько 22 млн років тому, коли понад 30 видів населяли континент. Сьогодні тільки 9 видів родини псових живуть у Північній Америці. Вони поступово збільшувалися в розмірі тіла і спеціалізувалися у становленні великих хижаків. Деякі з них перевищили 30 кг і були одними з найбільших хижаків на північноамериканському континенті. Хоча кілька великих м'ясоїдних сьогодні стикаються з більш високим ризиком вимирання, ніж дрібні види, автори дослідження не виявили жодних доказів аналогічної схеми для древніх видів собачих. Еволюційний успіх м'ясоїдних тварин неминуче пов'язане з їх здатністю отримати їжу. Це говорить про те, що представники родини котових, мабуть, були більш ефективними хижаками, ніж більшість з вимерлих видів в родині псові.

### ПідродинаCaninae
- - Рід Leptocyon (24–16 млн років †)
    - Leptocyon vafer (16 млн років †)
    - Leptocyon vulpinus (24 млн років †)

  - Рід Urocyon (10.3–0 Ma)
- † Urocyon citrinus (2.588–1.806 Ma)
- † Urocyon galushai (4.9–1.8 Ma)
- † Urocyon minicephalus (1.8–0.3 Ma)
- † Urocyon progressus (4.9–1.8 Ma)
- † Urocyon webbi (10.3–4.9 Ma)
- Триба Canini
  - Рід Canis
    - Canis adoxus †
    - Canis ameghinoi †
    - Canis armbrusteri (1.8-0.3 млн років†)
    - Canis arnensis (3.4 млн років, †)
    - Canis cautleyi  †
    - Canis cedazoensis (4.9-0.3 млн років†)
    - Canis donnezani (4.0–3.1 млн років †)
    - Canis edwardii (4.9-0.3 млн років†)
    - Canis (Eucyon) cipio (8.2 млн років †)
    - Canis etruscus (3.4 Млн років †)
    - Canis ferox (10.3-5.3 млн років†
    - Canis gezi †
    - Canis lepophagus (10-2 млн років)†
    - Canis michauxi  †
    - Canis mosbachensis (0.787 млн років †)
    - Canis nehringi †

  - Підрід Xenocyon †
    - Xenocyon falconeri (2.6 млн років †)
    - Xenocyon lycaonoides (1.81-0.12 млн років†)

  - Рід Aenocyon †
    - Aenocyon dirus (1.8-0.11 млн років)†

  - Рід Cynotherium †
    - Cynotherium sardous †

  - Рід Theriodictis (1.2-0.01 млн років)†
    - Theriodictis platensis (1.8 млн років †)
    - Theriodictis tarijensis (1.8 млн років †)
    - Theriodictis (Canis) proplatensis (2.1 млн років †)

  - Рід Protocyon †
    - Protocyon orcesi †
    - Protocyon scagliarum †
    - Protocyon troglodytes †

  - Рід Dusicyon †
    - Dusicyon australis †
    - Dusicyon avus †
    - Dusicyon cultridens †

  - Рід Cerdocyon
    - Cerdocyon avius †
    - Cerdocyon ensenadensis †

  - Рід Speothos
    - Speothos pacivorus †

  - Рід Nurocyon †
    - Nurocyon chonokhariensis †

  - Рід Eucyon (8 млн років †)
    - Eucyon davisi (8.3 млн років †, probably ancestor of Canis)
    - Eucyon minor (8 млн років †)
    - Eucyon zhoui (8 млн років †)
    - Eucyon monticinensis(8 млн років †)
    - Eucyon odessanus †
- Триба Vulpini
  - Рід Nyctereutes (7.1 млн років — наш час)
    - Nyctereutes cf. donnezani (7.1 млн років †)
    - Nyctereutes cf. megamastoides (3.158 млн років †)
    - Nyctereutes donnezani (3.4 млн років †)
    - Nyctereutes megamostoides (2.6 млн років †)
    - Nyctereutes sinensis (3.4 млн років †)

  - Рід Vulpes (7 млн років до тепер)
    - Vulpes alopecoides (2.6 млн років †)
    - Vulpes cf. alopecoides (2.6 млн років †)
    - Vulpes cf. vulpes (0.1275 млн років †)
    - Vulpes galaticus (4.2 млн років †)
    - Vulpes riffautae (7 млн років †)

  - † Рід Metalopex
    - † Metalopex bakeri (10.3–4.9 Ma)
    - † Metalopex macconnelli (10.3–5.332 Ma)
    - † Metalopex merriami (10.3–5.332 Ma)

  - † Рід Prototocyon
    - †Prototocyon curvipalatus (пізній пліоцен — ранній плейстоцен)

### ПідродинаBorophaginae
- - Рід Archaeocyon (33.3-26.3 млн років) †
    - Archaeocyon falkenbachi (30.8-20.6 млн років) †
    - Archaeocyon leptodus (33.3-26.3 млн років) †
    - Archaeocyon pavidus (33.3-26.3 млн років) †

  - Рід Otarocyon (33.9-26.3 млн років) †
    - Otarocyon cooki (30.8-26.3 млн років) †
    - Otarocyon macdonaldi (33.9-33.3 млн років) †

  - Рід Oxetocyon (33.3-30.8 млн років) †
    - Oxetocyon cuspidatus (33.3-30.8 млн років) †

  - Рід Rhizocyon (30 млн років)
    - Rhizocyon oregonensis (30 млн років)
- Триба Phlaocyonini (30.8-3.6 млн років) †
  - Рід Cynarctoides (33.3-16.6 млн років) †
    - Cynarctoides acridens (24.6-13.6 млн років) †
    - Cynarctoides emryi (20.6-16.6 млн років) †
    - Cynarctoides gawnae (20.6-16.6 млн років) †
    - Cynarctoides harlowi (24.6-20.6 млн років) †
    - Cynarctoides lemur (30 млн років) †
    - Cynarctoides luskensis (24.8-20.6 млн років) †
    - Cynarctoides roii (30.8-26.3 млн років) †

  - Рід Phlaocyon (30–19 млн років)
    - Phlaocyon achoros
    - Phlaocyon annectens (22 млн років)
    - Phlaocyon latidens (30 млн років)
    - Phlaocyon leucosteus (22 млн років)
    - Phlaocyon mariae
    - Phlaocyon marslandensis (19 млн років)
    - Phlaocyon minor (30 млн років)
    - Phlaocyon multicuspus
    - Phlaocyon taylori[6]
    - Phlaocyon yakolai (19 млн років)
- Триба Borophagini (33.3-16.6 млн років) †
  - Рід Cormocyon (30.8-20.6 млн років) †
    - Cormocyon copei (30.8-20.6 млн років) †
    - Cormocyon haydeni (24.8-20.6 млн років) †

  - Рід Desmocyon (25-16 млн років) †
    - Desmocyon matthewi (20.6-16.3 млн років) †
    - Desmocyon thompsoni †

  - Рід Metatomarctus (20.6-16.3 млн років) †
    - Metatomarctus canavus (20.6-16.3 млн років) †
    - Metatomarctus sp. A (16 млн років)
    - Metatomarctus sp. B (16 млн років)

  - Рід Eulopocyon (18–16 млн років)
    - Eulopocyon brachygnathus (16 млн років)
    - Eulopocyon spissidens (18 млн років)

  - Рід Psalidocyon (16 млн років)
    - Psalidocyon marianae (16 млн років)

  - Рід Microtomarctus (20.6-16.6 млн років) †
    - Microtomarctus conferta (23.0-5.33 млн років) †

  - Рід Protomarctus (18 млн років)
    - Protomarctus optatus (18 млн років)

  - Рід Tephrocyon (16 млн років)
    - Tephrocyon rurestris (16 млн років)

  - Підтриба Cynarctina †
    - Рід Paracynarctus (20.3-13.6 млн років) †
      - Paracynarctus kelloggi (20.3-13.6 млн років) †
      - Paracynarctus sinclairi (20.6-13.6 млн років) †

    - Рід Cynarctus (15.9-10.3 млн років) †
      - Cynarctus crucidens (11.6-10.3 млн років) †
      - Cynarctus galushai (16.3-13.6 млн років) †
      - Cynarctus marylandica (15.9-13.6 млн років) †
      - Cynarctus saxatilis (16.3-13.6 млн років) †
      - Cynarctus voorhiesi (13.6-10.3 млн років) †
      - Cynarctus wangi (12 млн років тому) †

  - Підтриба Aelurodontina (20-5 млн років) †
    - Рід Tomarctus (20.6-13.6 млн років) †
      - Tomarctus brevirostris (20.4-13.6 млн років) †
      - Tomarctus hippophaga (20.6-13.6 млн років) †

    - Рід Aelurodon (20.6-4.9 млн років) †
      - Aelurodon asthenostylus (20.6-13.6 млн років) †
      - Aelurodon ferox (16.3-10.3 млн років†
      - Aelurodon mcgrewi (16.3-13.6 млн років†
      - Aelurodon montanensis (16.3-13.6 млн років†[7]
      - Aelurodon stirtoni (16.3-10.3 млн років) †
      - Aelurodon taxoides (13.6-5.3 млн років) †

  - Підтриба Borophagina (20.6-3.6 млн років) †
    - Рід Paratomarctus (16.3-10.3 млн років) †
      - Paratomarctus euthos (13 млн років)
      - Paratomarctus temerarius (16 млн років)

    - Рід Carpocyon (33.3-13.6 млн років) †
      - Carpocyon compressus (16.3-13.6 млн років) †
      - Carpocyon limosus (10.3-5.3 млн років) †
      - Carpocyon robustus (13.6-10.3 млн років) †
      - Carpocyon webbi (16.3-10.3 млн років) †

    - Рід Protepicyon (16 млн років)
      - Protepicyon raki (16 млн років)

    - Рід Epicyon (12-10 млн років) †
      - Epicyon aelurodontoides (10.3-4.9 млн років) †
      - Epicyon haydeni (10.3-4.9 млн років) †
      - Epicyon saevus (16.3-4.9 млн років) †

    - Рід Borophagus (12-5 млн років) †
      - Borophagus diversidens (5 млн років) †
      - Borophagus dudleyi (5.3-3.6 млн років) †
      - Borophagus hilli (10.3-3.6 млн років) †
      - Borophagus littoralis (13.6-10-3 млн років) †
      - Borophagus orc (5.3-4.9 млн років) †
      - Borophagus parvus (10.3-4.9 млн років) †
      - Borophagus pugnator (13.6-5.3 млн років) †
      - Borophagus secundus (13.6-5.3 млн років) †

### ПідродинаHesperocyoninae
- - Рід Cynodesmus (32–29 млн років)
    - Cynodesmus martini (29 млн років)
    - Cynodesmus thooides (32 млн років)

  - ?Рід Caedocyon
    - Caedocyon tedfordi

  - Рід Ectopocynus (32–19 млн років)
    - Ectopocynus antiquus (32 млн років)
    - Ectopocynus intermedius (29 млн років)
    - Ectopocynus siplicidens (19 млн років)

  - Рід Enhydrocyon (29–25 млн років)
    - Enhydrocyon basilatus (25 млн років)
    - Enhydrocyon crassidens (25 млн років)
    - Enhydrocyon pahinsintewkpa (29 млн років)
    - Enhydrocyon stenocephalus (29 млн років)

  - Рід Hesperocyon (39.74–34 млн років)
    - Hesperocyon coloradensis
    - Hesperocyon gregarius (37 млн років)

  - Рід Mesocyon (34–29 млн років)
    - Mesocyon brachyops (29 млн років)
    - Mesocyon coryphaeus (29 млн років)
    - Mesocyn temnodon

  - Рід Osbornodon (32–18 млн років)
    - Osbornodon brachypus
    - Osbornodon fricki (18 млн років)
    - Osbornodon iamonensis (21 млн років)
    - Osbornodon renjiei (33 млн років)
    - Osbornodon scitulus[8]
    - Osbornodon sesnoni (32 млн років)
    - Osbornodon wangi[6]

  - Рід Paraenhydrocyon (30–25 млн років)
    - Paraenhydrocyon josephi (30 млн років)
    - Paraenhydrocyon robustus (25 млн років)

  - Рід Philotrox (29 млн років)
    - Philotrox condoni (29 млн років)

  - Рід Prohesperocyon (36 Млн років)
    - Prohesperocyon wilsoni (36 млн років)

  - Рід Sunkahetanka (29 Млн років)
    - Sunkahetanka geringensis (29 млн років)